# Quảng Thịnh (phường)
Quảng Thịnh là một phường thuộc thành phố Thanh Hóa, tỉnh Thanh Hóa, Việt Nam.

## Địa lý
Phường Quảng Thịnh nằm ở phía nam thành phố Thanh Hóa, có vị trí địa lý:
- Phía đông giáp phường Quảng Thành và huyện Quảng Xương
- Phía tây giáp xã Đông Vinh
- Phía nam giáp huyện Quảng Xương
- Phía bắc giáp các phường Quảng Thắng và Đông Vệ.

Phường có diện tích 4,89 km², dân số năm 2019 là 10.374 người, mật độ dân số đạt 2.121 người/km².
Quảng Thịnh nằm bên tuyến kênh Nhà Lê, là tuyến đường thủy đầu tiên trong lịch sử Việt Nam từ kinh đô Hoa Lư đến Đèo Ngang và được xem là tuyến đường Hồ Chí Minh trên sông vì những đóng góp cho các cuộc chiến tranh của người Việt.

## Lịch sử
Vùng đất thuộc phường Quảng Thịnh ngày nay, vào đầu thế kỉ 19 thuộc tổng Lưu Vệ, huyện Quảng Xương, phủ Tĩnh Gia, nội trấn Thanh Hóa. Đến đầu thế kỉ 20 thuộc tổng Vệ Yên.
Sau năm 1945, địa bàn phường thuộc xã Trịnh Huệ, đến năm 1948 thuộc xã Quảng Thắng.
Năm 1954 xã Quảng Thắng chia thành hai xã Quảng Thắng và xã Quảng Thịnh, tên gọi Quảng Thịnh xuất hiện từ đây.
Năm 1995, sáp nhập 30,97 ha diện tích tự nhiên của xã Quảng Thịnh vào phường Đông Vệ thuộc thành phố Thanh Hóa.
Ngày 29 tháng 2 năm 2012, xã Quảng Thịnh được chuyển từ huyện Quảng Xương về thành phố Thanh Hóa.
Ngày 9 tháng 12 năm 2020, Ủy ban Thường vụ Quốc hội ban hành Nghị quyết 1108/NQ-UBTVQH14 về việc thành lập các phường thuộc thành phố Thanh Hóa (nghị quyết có hiệu lực từ ngày 1 tháng 2 năm 2021). Theo đó, thành lập phường Quảng Thịnh trên cơ sở toàn bộ 4,89 km² diện tích tự nhiên và 10.374 người của xã Quảng Thịnh.

### Phân chia hành chính
Đến năm 2019, xã Quảng Thịnh có 5 làng:
- Ngọc Am: thường gọi là làng Am, từ đầu thế kỉ 19 đến thời vua Đồng Khánh là thôn Ngọc Am thuộc xã Bất Quần, tổng Lưu Vệ.
- Quảng Độ: thường gọi là làng Độ, từ đầu thế kỉ 19 đến thời vua Đồng Khánh là thôn Quảng Độ thuộc xã Bất Quần, tổng Lưu Vệ.
- Trường Tại: tên nôm là làng Voi, từ đầu thế kỉ 19 đến thời vua Đồng Khánh là thôn Trường Sơn thuộc xã Bất Quần, tổng Lưu Vệ.
- Vạn Thu: từ đầu thế kỉ 19 đến thời vua Đồng Khánh là thôn Vạn Thu thuộc xã Lưu Vệ, tổng Lưu Vệ.
- Hoàng Mãn: tên nôm là làng Chào.